# Kim Petras

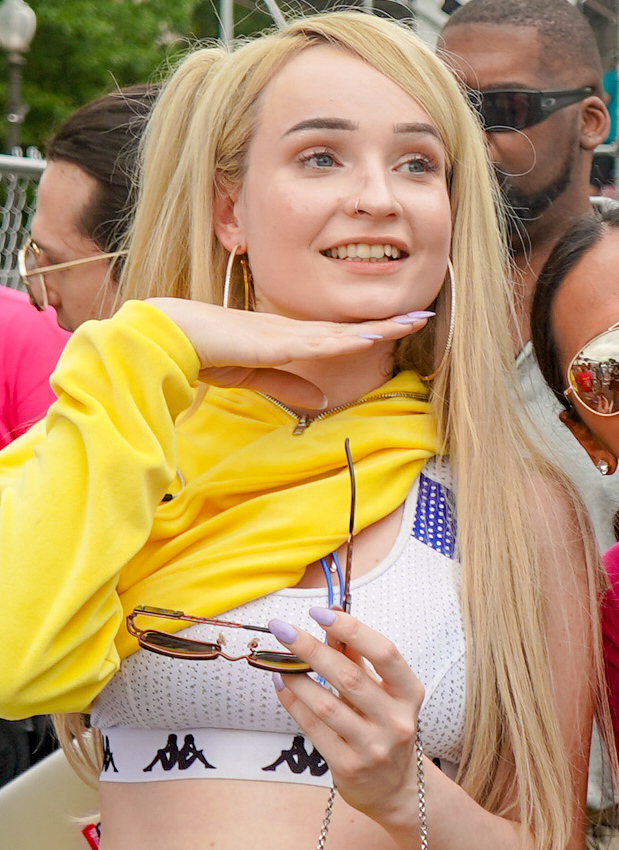
Kim Petras (2018)

Kim Petras (* 27. August 1992 in Bonn) ist eine deutsche Sängerin und Songwriterin, die in Los Angeles lebt. Als Jugendliche kam sie durch ihre früh entdeckte Transidentität zu weltweiter Bekanntheit. Mit 15 Jahren begann sie, im Internet eigene Popsongs zu veröffentlichen, später arbeitete sie als Songschreiberin in den USA.
Seit 2017 tritt sie zunehmend auch als Sängerin in Erscheinung. Sie hat zwei Studioalben veröffentlicht und mit Musikern wie Sam Smith, Dr. Luke, Charli XCX, Kygo, Kash Doll und Max Martin zusammengearbeitet. Für ihre Kooperation mit Sam Smith beim Song Unholy wurde sie 2023 mit einem Grammy ausgezeichnet.

## Kindheit und Jugend
Petras wurde 1992 in Bonn geboren und wuchs in Uckerath auf. Mit fünf Jahren äußerte das Kind zum ersten Mal den Wunsch, als Mädchen leben zu wollen. Die Mutter, die mit einigen Transpersonen befreundet war, versprach ihr eine Behandlung, sobald sie alt genug sei. Die Ärzte, die die Familie aufsuchte, lehnten dies ab und bezeichneten sie als „verrückt“.
2003 trafen sie den Chefarzt der Kinderklinik an der Universität Frankfurt am Main, der seit den 1970er Jahren Transsexualität untersuchte. Er bescheinigte ihr: „Es besteht kein Zweifel an der Unumkehrbarkeit des Wunschs [nach einer Geschlechtsanpassung], da er durchgehend seit frühester Kindheit zu beobachten war.“
In der Schule wurde Petras wegen ihrer femininen Kleidung gemobbt, das Leben im falschen Körper löste Suizidgedanken aus. Sie flüchtete sich in die Welt der Popmusik, lernte Englisch und begann Songs zu schreiben. Ab ihrem 12. Lebensjahr erhielt Petras eine Hormontherapie, die zuerst die mit der Pubertät verbundene körperliche Entwicklung zum Mann stoppte und anschließend die zur Frau einleitete.
2006 trat sie im Alter von 13 Jahren mit ihren Eltern bei Stern TV auf und beschrieb dort ihre Hormonbehandlung. Mit 14 wurde sie durch die Reportage Mann oder Frau? auf VOX, in der sie um eine vorgezogene geschlechtsangleichende Operation bat, international bekannt. Im November 2008, im Alter von 16 Jahren, gab Petras auf ihrem Blog bekannt, geschlechtsanpassend operiert worden zu sein. Sie war damit die weltweit jüngste Transperson, die so behandelt worden ist.

## Karriere

### Anfänge im Internet und erste Erfolge in Deutschland
2007 begann Petras, Gesangsvideos online zu stellen, darunter auch eigene Kompositionen. 2008 wurde die Single Last Forever online veröffentlicht und bekam viel Resonanz auf YouTube und MySpace. Im September 2008 wurde mit der Single Fade Away erstmals einer ihrer Songs kommerziell veröffentlicht. im April 2009 folgte Last Forever als Promotion auf iTunes. Im März 2011 ist ihre Extended Play One Piece of Tape erschienen.

### Aufenthalt in den USA und Durchbruch

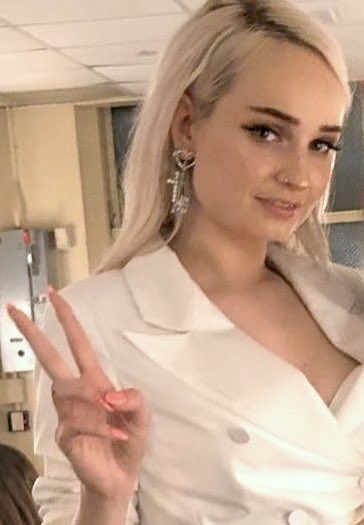
Kim Petras (2018)

Deutsche Musiklabels fanden Petras’ Musik „zu [sehr] Pop“ und „zu amerikanisch“. Daher entschied sie sich 2011, mit einem Touristenvisum nach Los Angeles zu gehen und in der dortigen Pop-Szene als Songschreiberin zu arbeiten. Ohne Geld und Kontakte hatte sie es zunächst schwer; nach eigenen Aussagen schlief sie auf einer Studiocouch und hielt sich mit Kompositionsaufträgen über Wasser.
Erst als Fergie einen ihrer Songs eingesungen hatte, der aber nie veröffentlicht wurde, bot man ihr einen Vertrag an. Sie arbeitete danach mit bekannten Produzenten zusammen, war aber auch weiterhin als Sängerin aktiv. So war sie etwa 2013 auf den Singles Flight to Paris und Heartbeat von Klaas Gerling zu hören. 2016 gründete sie das Musiklabel BunHead Records.
Der Durchbruch als Sängerin gelang Petras im August 2017 mit ihrem Song I Don’t Want It at All. Er erreichte die Spitze der Spotify Global Viral 50 Charts, im dazugehörigen Musikvideo hat Paris Hilton einen Gastauftritt. Im Juni 2018 trat Petras in der Serie Gute Zeiten, schlechte Zeiten auf. Im Oktober 2018 erschien die von Halloween inspirierte EP Turn Off the Light, Vol. 1 auf der Elvira als Gastsängerin mitwirkte. Zwischen 2017 und 2019 erschienen zahlreiche Stücke wie die Hitsingle Heart to Break und Slow It Down, Can’t Do Better, All the Time, 1,2,3 Dayz Up und If U Think About Me.

### Erste Alben und Grammy-Auszeichnung fürUnholy
Im Juni 2019 veröffentlichte Petras ihr Debütalbum Clarity, aus dem sie vorab mehrere Singles auskoppelte, darunter Broken, Got My Number, Blow It All, Sweet Spot, Do Me, Clarity, All I Do Is Cry, Personal Hell, Another One und Icy. Parallel zur Veröffentlichung trat sie bei der Broken-Tour in verschiedenen Städten der USA und in Europa auf. Danach wurde die Clarity-Tour angekündigt, die sie von Oktober 2019 bis Februar 2020 durch die USA und Europa führte.
Ende September 2019 kündigte Petras ihr zweites Album an, das sich als eine erweiterte Albumversion ihrer 2018 erschienenen Halloween-EP Turn Off the Light, Vol. 1 herausstellte. Das Album Turn Off the Light erschien im Oktober 2019. Im Februar 2022 veröffentlichte sie eine EP mit dem Titel Slut Pop.
Im September 2022 veröffentlichte sie mit Sam Smith die Single Unholy, die zum Nummer-eins-Hit in Großbritannien, den USA und Österreich wurde und Platz 2 in Deutschland und der Schweiz erreichte. Im Februar 2023 wurden Smith und Petras bei den Grammy Awards für Unholy in der Kategorie Best Pop Duo/Group Performance ausgezeichnet. Sie ist die erste Transperson, die in dieser Kategorie ausgezeichnet wurde.
Im April 2023 erschien mit Alone eine gemeinsame Chartsingle mit Nicki Minaj. Im Juni 2023 veröffentlichte Petras zusammen mit Paris Hilton eine Neuauflage des Klassikers Stars Are Blind, trat im Finale der 18. Staffel von Germany’s Next Topmodel auf und veröffentlichte ihr erstes Studioalbum Feed the Beast.

## Diskografie
Studioalben

| Jahr | Titel Musiklabel                      | Höchstplatzierung, Gesamtwochen, AuszeichnungChartplatzierungen (Jahr, Titel, Musiklabel, Platzierungen, Wochen, Auszeichnungen, Anmerkungen) | Höchstplatzierung, Gesamtwochen, AuszeichnungChartplatzierungen (Jahr, Titel, Musiklabel, Platzierungen, Wochen, Auszeichnungen, Anmerkungen) | Höchstplatzierung, Gesamtwochen, AuszeichnungChartplatzierungen (Jahr, Titel, Musiklabel, Platzierungen, Wochen, Auszeichnungen, Anmerkungen) | Höchstplatzierung, Gesamtwochen, AuszeichnungChartplatzierungen (Jahr, Titel, Musiklabel, Platzierungen, Wochen, Auszeichnungen, Anmerkungen) | Höchstplatzierung, Gesamtwochen, AuszeichnungChartplatzierungen (Jahr, Titel, Musiklabel, Platzierungen, Wochen, Auszeichnungen, Anmerkungen) | Höchstplatzierung, Gesamtwochen, AuszeichnungChartplatzierungen (Jahr, Titel, Musiklabel, Platzierungen, Wochen, Auszeichnungen, Anmerkungen) | Anmerkungen                              |
| Jahr | Titel Musiklabel                      | DE | AT | CH | UK | US | Dance | Anmerkungen                              |
| ---- | ------------------------------------- | --- | --- | --- | --- | --- | --- | ---------------------------------------- |
| 2023 | Feed the Beast Republic Records (UMG) | DE24 (1 Wo.)DE | — | CH76 (1 Wo.)CH | UK52 (1 Wo.)UK | US44 (2 Wo.)US | Dance2 (45 Wo.)Dance | Erstveröffentlichung: 23. Juni 2023      |
| 2023 | Problématique Republic Records (UMG)  | — | — | — | — | — | Dance8 (2 Wo.)Dance | Erstveröffentlichung: 18. September 2023 |

## Auszeichnungen
- 2022: MTV Europe Music Award – Kategorie „Video for Good“ (für Unholy) (mit Sam Smith)
- 2023: Grammy Award – Kategorie „Best Pop Duo/Group Performance“ (für Unholy) (mit Sam Smith)
- 2023: iHeartRadio Music Awards – Kategorie „Best Collaboration“ (für Unholy) (mit Sam Smith)